# She (Angel)
She conocido en América Latina como La princesa Jhiera y en España bajo la traducción literal de Ella es el decimotercer episodio de la primera temporada de la serie de televisión estadounidense Ángel. Escrito por David Greenwalt en compañía de Marti Noxon fue dirigido por David Greenwalt. Se estrenó originalmente el 8 de febrero de 2000.

## Argumento
Investigaciones Ángel investigan la muerte de un trabajador de la fábrica de hielo Jericho que murió quemado desde dentro. Cuando Ángel investiga un poco el lugar es atacado por un demonio llamado Tae que le dice que viene de otra dimensión y que ha venido a la tierra en busca de uno de sus especie.
Ángel inicia su propia investigación y en el progreso es atacado por una exótica mujer demonio con poderes piroquinéticos y algo de telequinesis que escapa del vampiro. Ángel llama a Cordelia y Wesley para que investiguen a la demonio responsable describiéndola y la sigue hasta un museo de arte. Una vez allí, Ángel contempla que la demonio trata de ayudar a otra chica de su especie a llegar a la Tierra. De repente, aparecen Tae y sus hombres que secuestran a la recién llegada y tratan de capturar a la otra pero con ayuda de Ángel ambos escapan. Mientras Tae y sus ayudantes le arrancan a la chica la cresta de su espalda. 
En las oficinas Ángel la mujer demonio se identifica como Jhiera una princesa de una lejana dimensión en donde las partes genitales de las mujeres (las crestas en la espalda) que contienen sus emociones, sus deseos y su potencial sexual son mutiladas para mantenerlas controladas y obligarlas a hacer lo que sea. Advertido de que Jhiera es de "los buenos" a pesar de que quitó vidas humanas para proteger a su gente, el vampiro se ofrece ayudarla, pero Jhiera rehúsa y escapa antes de entregarse en cuerpo al vampiro por la mutua atracción que ambos sienten.
Por otra parte Wesley y Cordelia logran interceptar la ubicación del equipo de Tae, donde descubren que el equipo ya tienen localizada a Jhiera y a las dos fugitivas. Ambos escapan y le comentan todo a Ángel.
El equipo rápidamente llegan al refugio de Jhiera donde tratan de advertirle de los planes de Tae pero lo hacen tarde ya que los demonios no tardan en llegar al lugar. Ángel y Jhiera pelean con los demonios mientras Wesley y Cordelia ayudan a las chicas a escapar. Justo cuando se encontraban a punto de retirarse del combate, os hombres de Tae atrapan a Wesley y Cordelia tratando de utilizarlos como rehenes pero Jhiera se retira del lugar en señal de frialdad y trata de escapar junto con las demás fugitivas pero es atrapada por Tae que se prepara para arrancarle su cresta hasta que es detenido por intervención de Ángel.      
Ángel le advierte a Tae de no regresar a la tierra si no quiere iniciar una guerra mostrándole que es un vampiro. Al día siguiente Jhiera regresa a Investigaciones Ángel para disculparse por lo sucedido pero Ángel le advierte que si Jhiera cruza la línea la detendrá.

## Elenco
- David Boreanaz como Ángel.
- Charisma Carpenter como Cordelia Chase.
- Alexis Denisof como Wesley Wyndam Pryce.

## Producción

### Redacción
Tim Menear confirmó la escena del baile imaginario de Ángel iba a estar incluida en el episodio Sense & Sensitivity. Pero después fue trasladada a este episodio al querer representarlo en el "momento indicado".